# Söder, Helsingborg

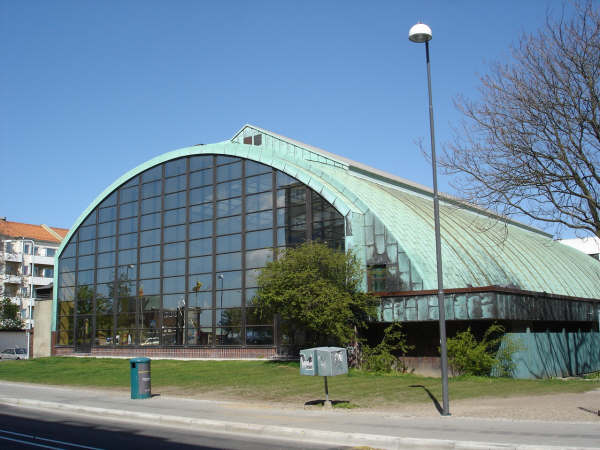
Simhallsbadet mot Carl Krooks gata.

Söder är en stadsdel strax söder om centrum i Helsingborg.
Söder tillkom på 1800-talet under Helsingborgs kraftiga expansion. Etableringen av hamnen och järnvägen söderut gjorde att många industrier etablerade sig här och i anknytning till dessa byggdes flera arbetarbostäder. Detta hade som konsekvens att Helsingborg blev väldigt segregerat mellan arbetardelarna i söder och de mer välbemedlade delarna i norr. Den klassiska gränsen mellan de två områdena är Trädgårdsgatan vid Stadsparken. 
Segregationen lever vidare idag genom att stadsdelen har blivit ett av Helsingborgs mest invandrartäta områden. Stadsdelen har därför en starkt mångkulturell prägel med flera butiker där man kan köpa råvaror från fjärran länder och restauranger som erbjuder många olika nationalrätter.
På söder finns även gallerian Söderpunkten och Helsingborgs mest centrala badhus - Simhallsbadet. Den 31 december 2020 hade statistikområdet Söder 5 425 invånare.

## Stadsbild
Trädgårdsgatan åtskiljer "norr" (stadsdelen Centrum) från "söder" (Söder). Söder gränsar även i nordöst direkt mot Olympia via Bergaliden. I söder avgränsas Söder av Malmöleden/Oljehamnsleden mot Planteringen. Då Gåsebäcks industriområde ger stadsdelen en oregelbunden form, gränsar Söder i öster mot fyra stadsdelar, från norr till söder: Eneborg, Högaborg, Närlunda och Elineberg.
Stadsdelens gatunät domineras av ett rutnätssystem enligt 1800-talets ideal med räta vinklar och raka gator, uppkommet i och med 1878 års stadsplan för området av stadsingenjör Robert Söderqvist. Som ett avbrott i det regelbundna gatunätet löper Gasverksgatan diagonalt genom stadsdelen samt genom Högaborg, då den har sitt ursprung i en gammal tillfartsled som ledde ner till landsvägen till Råå och Landskrona (nuvarande Södergatan). Södergatan är nu en av de två huvudgatorna i stadsdelen, tillsammans med Carl Krooks gata, där den mest dominerande bebyggelsen är koncentrerad, liksom den största delen av handeln. Mellan gatorna har de öppna platserna Gustav Adolfs torg och Mäster Palms plats bildats. Vid gatorna är bebyggelsen till största delen hög och monumental, mellan 4 och 6 våningar, men något lägre i de norra delarna. Det finns inte så mycket kvar av den ursprungliga arbetarbebyggelsen på Söder längre, utan till större delen består arkitekturen nu av bastanta tegel- eller betongbyggnader, uppförda dels i början av 1900-talet, dels på 1960- och 1970-talen. Särskilt Mäster Palms plats har en enhetlig karaktär av senmodernistisk arkitektur. Öster om huvudgatorna blir bebyggelsen mer modernistiskt präglad med mer öppna kvarter och fler bostadshus. I den norra delen av Hantverkaregatan kan man fortfarande se spår av den äldre arbetarbebyggelsen, dock förvanskad genom renovationer och tilläggsisolering. Här gör även Helsingborgs dramatiska topografi sig påmind genom en kraftig lutning inåt landet och upp mot den angränsande stadsdelen Eneborg.

### Grönområden
Mot Centrum i norr avgränsas stadsdelen av mycket grönska genom Stadsparken, samt Gamla kyrkogården och Donationskyrkogården. I Stadsparken är Helsingborgs stadsbibliotek beläget och i övrigt erbjuder parken flera platser för avkoppling, till exempel den buskinhägnade platsen framför biblioteket dominerat av en stor fontän, samt stor grönytor, populära under sommarhalvåret. Gamla kyrkogården är inte så ordnad som senare kyrkogårdar utan består av flera gravvårdar utan särskild avgränsning och sporadiskt utplacerade träd och buskar. Mer ordnad är däremot Donationskyrkogården som även består av flera mausoleer. Andra grönområden i stadsdelen är Furutorpsplatsen, som enligt 1878 års stadsplan var tänkt att hysa en ny kyrka, med då denna placerades på Gustav Adolfs torg, omvandlades ytan till parkmark. Furutorpsplatsen domineras av en central öppen gräsyta med lekplats, kantad av lummig grönska i utkanterna. Nära Furutorpsplatsen, mot Malmöleden, ligger Sturzen-Beckers park, som fått sitt namn av redaktören för Öresundsposten, Oscar Patric Sturzen-Becker. Denna park är mer tät och lummig men har även en del öppna gräsytor.

### Hamnområdet
Till stadsdelen räknas även Södra hamnen- och Västhamnområdena, fast kontakten med hamnen bryts av kraftigt genom den tungt trafikerade tillfartsleden Malmöleden och det södergående järnvägsspåret från Helsingborgs centralstation, Knutpunkten. Här finns flera fina exempel på äldre industriell arkitektur, till exempel genom Helsingborgs Sockerfabriks, Skåne-Hallands utsädes och Helsingborgs Gummifabriks (Tretorns) fabriksbyggnader. Gummifabriken dominerar en stor del av Malmöledens västra sida och sträcker sig nära 330 meter från Rönnowsgatan till Universitetsplatsen. Längre söderut finns även Husarregementets gamla lokaler som numera utnyttjas av gymnasieskolan Rönnowska skolan, medan andra delar används av ett slakteri. Dock finns här också flera senare och mindre estetiska exempel på industriell arkitektur, med flera magasinsbyggnader i anknytning till hamnområdet. Helsingborgs stad har även flera verksamheter belägna i detta område, till exempel vattenreningsverket och olika värmekraftverk.

### Förändringsprojekt
Nybyggnationerna av intetsägande bostadshus anses ha bidragit till att stadsdelen tappat i attraktivitet under åren, men även närheten till bland annat hamnanläggningar, värmeverk och större vägar har spelat in. Numer har Helsingborgs stad ett handlingsprogram för att öka stadsdelens attraktionskraft - "Söder i förändring". Till det hoppas staden att etableringar som det nybyggda tingshuset vid Konsul Perssons plats, Campus Helsingborg i gamla Tretornfabriken och IKEA:s nya kontorslokaler i gamla sockerfabriken ska hjälpa på vägen. Man har även byggt om Gustav Adolfs torg för att göra detta mer attraktivt.
Det största projektet är dock stadens planer att gräva ner det södergående järnvägsspåret och öppna upp mellan Söders centrala delar och Södra hamnen. Projektet kallas Södertunneln och var först tänkt att starta 2012. Helsingborgs stad planerade att själv finansiera hela bygget, då man inte ville vänta på Banverkets nästa budget för 2015 och framåt. Nedgrävandet av spåret har man tänkt ska öppna upp för bebyggelse i hamnområdet och lägga grunden för ett nytt stort hamnbyggnadsprojekt i stil med Norra hamnen, som stod färdigt 1999. Detta projekt kallas för H+ och ska enligt planerna resultera i 800 000 m² våningsyta för både bostäder och kontor. I januari 2012 beslutade Helsingborgs kommunfullmäktige att man måste senarelägga byggstart av Södertunneln av ekonomiska skäl, utan att ange ett nytt startdatum. Som orsak till att man inte startade bygga 2012 angavs att tunneln visat sig bli dyrare än beräknat i kombination med ett försämrat konjunkturläge.

## Historia
Under medeltiden och 1600-talet låg området utanför Helsingborgs gränser och den enda bebyggelsen var ett antal väderkvarnar och troligen vissa torp i samband med dessa. Kvarnarna ägdes av stadens borgare och marken kring dem användes som fäladsmark. Under början av 1800-talet började bebyggelsen sakta att tätna. Staden upplät fäladsmark längs nuvarande Södergatan att styckas upp som tomtmark. Även längs Eneborgsvägen och i korsningen mellan nuvarande Carl Krooks gata och Gasverksgatan skedde viss byggnation. Till en början var området ganska glest bebyggt. Landeriet Furutorp etablerades på tidigt 1800-tal i söder och 1850 etablerades ett bryggeri i området. Bostäderna bestod mest av enklare arbetarbostäder i ett plan, men även byggnadshantverkare bosatte sig här.
Söder fortsatte att växa stadigt i mitten på 1800-talet och bebyggelsen blev allt tätare och på sina ställen mycket trång och gyttrig med tomter bakom gatutomterna, vilket ledde till trånga vindlande gränder inne i kvarteren för att nå husen. Landeriet Furutorp försökte på 1860-talets slut genomföra en plan för sina marker, men dessa genomfördes aldrig. 1873 kom en ny stadsplan för hela området av lantmätaren Georg Gustavsson som bestod av ett strikt rutnätsmönster utan hänsyn till existerande bebyggelse. Detta ledde till stora protester bland fastighetsägarna, bland andra fabrikör Axel B Henckel som nyligen exploaterat sina marker på Sandlyckan. En ny plan genomfördes av stadsingenjör Robert Söderqvist, denna gång tog planen hänsyn till gammal bebyggelse och den godkändes 1878.
Under tiden fortsatte utbyggnaden i stadsdelen med etableringen av ett antal industrier: en ångkvarn, ett tegelbruk och en mekanisk verkstad. På 1860-talets slut bebyggdes Bollbrolyckan i norr, alldeles söder om stadskärnans gräns. Tanken var att bygga ihop stadskärnan med södra förstaden, men dessa planer ändrades då syskonen Krook köpte upp marken och donerade den till Helsingborgs stad. Stadsfullmäktige beslutade istället att använda största delen av marken som park, som skulle finansieras av tomtförsäljning på resterande del. Denna park kallades Krookska planteringen, senare Stadsparken.
På 1860- och 1870-talen var byggnadsaktiviteten mer begränsad; det var mest industrianläggningar som tillkom. Grunden till detta var att industrierna inte längre var beroende av vattenkraft och därför flyttades flera industrier från Helsingborgs äldre industriområde längs Hälsobäcken till Söder. Söder hade fördel av närhet till kommunikationer i form av hamn och järnväg, samt en mer jämn mark, vilket underlättade byggarbetet. 

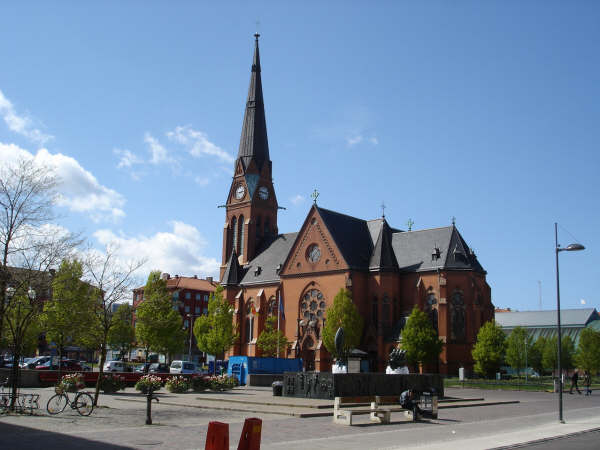
Gustav Adolfs torg med GA-kyrkan i bakgrunden.

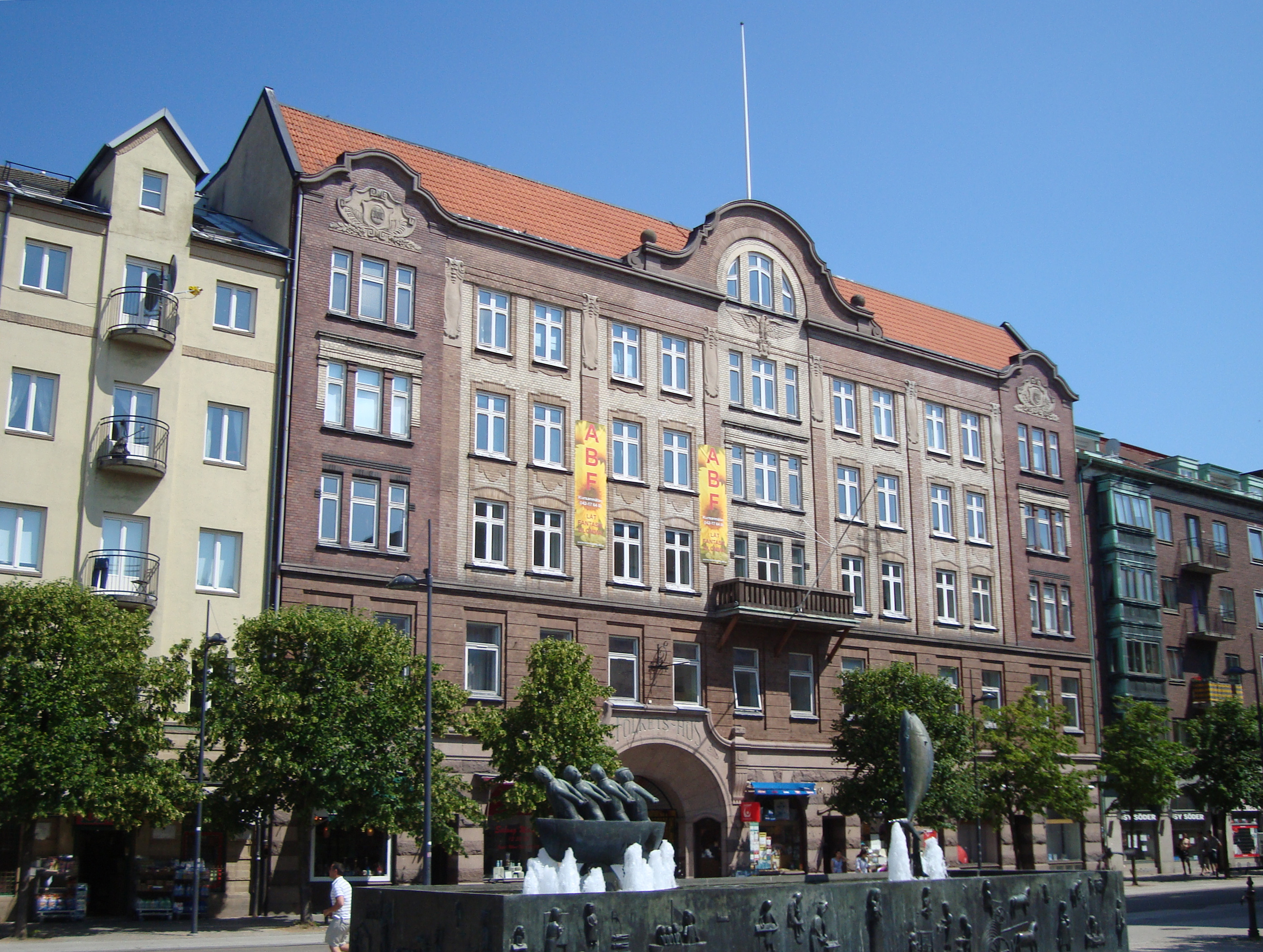
Folkets hus

Industrier som förlades till Söder under denna tiden var bland annat en kakelugnsfabrik, ett glasbruk och 1875 etablerade konsul Nils Persson Skånska Svavelsyre- och Superfosfatfabriks AB. Denna industri producerade så mycket restprodukter att man i samband med dess anläggningar byggde en alunfabrik och ett kopparextraktionsverk 1884. 1885 byggde Helsingborgs Ångqvarns AB en fabrik och samma år flyttade Helsingborgs mekaniska verkstad till Söder från sin tidigare plats vid Trädgårdsgatan. Söder om järnvägsspåren, i samband med hamnen, låg ett antal magasin och upplag för ved och kol. I närheten av dessa byggde konsulerna Olsson och Persson gemensamt Helsingborgs sockerbruks AB. 1880 uppläts ett antal kvarter söder om den tätaste bebyggelsen åt kaserner för Skånska husarregementet. Kring det byggdes stadens gasverk och ett slakteri.
Alla arbetsplatser som skapades under denna period drog mycket människor till staden. Dessa bosatte sig oftast i närheten av arbetet och därför fylldes allt fler av stadsplanens kvarter av bostäder. Oftast var det fabrikörerna, som konsul Persson, C G Stewénius och A B Henckel, som byggde bostäder åt sina anställda. Exploateringsgraden blev allt större och de tidigare envåningshusen ersattes på 1880-talet av två- och trevåningshus. Gårdarna blev allt trängre då man utnyttjade dem fullt ut genom att bygga gårdshus innanför gatuhuset. I Söders norra delar, nära Krookska planteringen, låg däremot en mer borgerlig bebyggelse, mest på grund av närheten till stadskärnan och järnvägsstationen.
Runt sekelskiftet var Söder en fullt utbyggd stadsdel i Helsingborg och nu tillkom några av de första monumentalbyggnaderna. 1897 invigdes Gustav Adolfs kyrka och i anknytning till den Nya torg, som senare kom att heta Gustav Adolfs torg efter kyrkan. 1906 byggdes Folkets hus som ett av de första stora husen i stadsdelen, i kvarteret Amerika Norra mittemot torget. Arkitekt var Harald Berglin. Redan 1909 fanns planer på en saluhall men denna blev inte färdig förrän 1921.
I och med modernismen uppkom krav på en sanering av det trånga och ohälsosamma Söder. Industrierna skulle bort och kvarteren bli luftigare. Området kallades av arkitekten Mogens Mogensen det tristaste och mest frånstötande i staden. Omvandlingen dröjde till 1960-talet då bostadshusen, som oftast bestod av små lägenheter med låg standard och trångboddhet, ersattes med nya och industrierna flyttades från stadsdelen. Nya byggnader som skulle höja områdets arkitektoniska och kulturella status byggdes: Simhallsbadet, Gustav Adolfs församlingshem, Margaretaskolan och Stadsbiblioteket. Efter hand revs mer och mer av den gamla bebyggelsen och ersattes med senmodernistisk storskalig arkitektur i form av Söderporthuset, Domusvaruhuset (numera Söderpunkten), Tingsrätten, Polishuset och Fackföreningarnas hus.

## Befolkningsutveckling
| Befolkningsutvecklingen i Söder 2000–2020                  | Befolkningsutvecklingen i Söder 2000–2020 | Befolkningsutvecklingen i Söder 2000–2020 | Befolkningsutvecklingen i Söder 2000–2020 | Befolkningsutvecklingen i Söder 2000–2020 |
| ---------------------------------------------------------- | ----------------------------------------- | ----------------------------------------- | ----------------------------------------- | ----------------------------------------- |
|                                                            |                                           |                                           |                                           |                                           |
| År                                                         |                                           |                                           | Folkmängd                                 |                                           |
| 2000                                                       | 2000                                      |                                           | 3 553                                     |                                           |
| 2001                                                       | 2001                                      |                                           | 3 562                                     |                                           |
| 2002                                                       | 2002                                      |                                           | 3 553                                     |                                           |
| 2003                                                       | 2003                                      |                                           | 3 552                                     |                                           |
| 2004                                                       | 2004                                      |                                           | 3 628                                     |                                           |
| 2005                                                       | 2005                                      |                                           | 3 665                                     |                                           |
| 2006                                                       | 2006                                      |                                           | 3 680                                     |                                           |
| 2007                                                       | 2007                                      |                                           | 3 730                                     |                                           |
| 2008                                                       | 2008                                      |                                           | 3 951                                     |                                           |
| 2009                                                       | 2009                                      |                                           | 4 058                                     |                                           |
| 2010                                                       | 2010                                      |                                           | 4 023                                     |                                           |
| 2011                                                       | 2011                                      |                                           | 4 073                                     |                                           |
| 2013                                                       | 2013                                      |                                           | 4 196                                     |                                           |
| 2014                                                       | 2014                                      |                                           | 4 227                                     |                                           |
| 2015                                                       | 2015                                      |                                           | 4 427                                     |                                           |
| 2016                                                       | 2016                                      |                                           | 4 527                                     |                                           |
| 2017                                                       | 2017                                      |                                           | 4 610                                     |                                           |
| 2018                                                       | 2018                                      |                                           | 5 295                                     |                                           |
| 2019                                                       | 2019                                      |                                           | 5 400                                     |                                           |
| 2020                                                       | 2020                                      |                                           | 5 425                                     |                                           |
| Anm: Den 31 december 2020 bröts Oceanhamnen ut från Söder. |                                           |                                           |                                           |                                           |

## Demografi

### Befolkningssammansättning

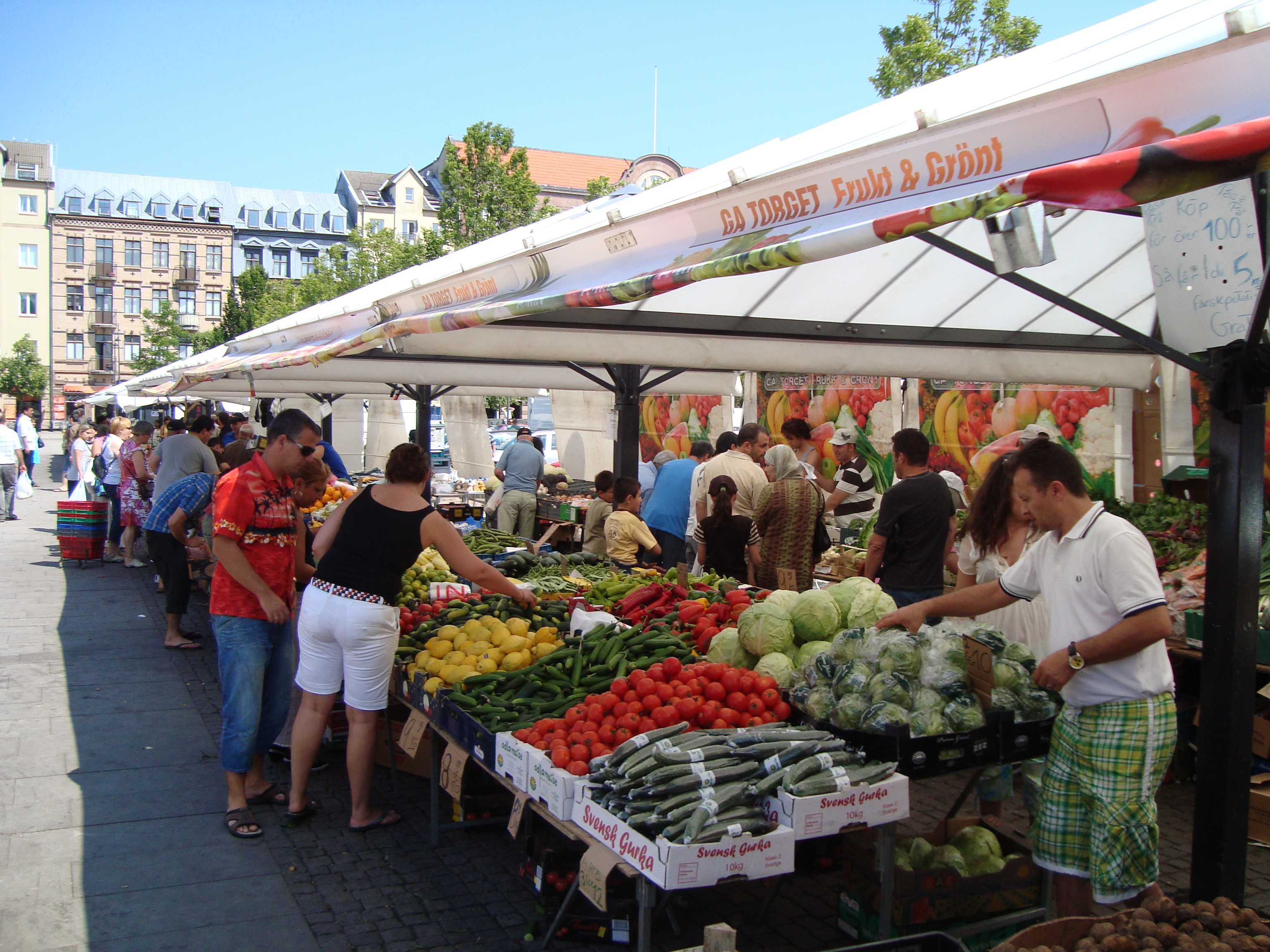
Marknadsstånd vid Gustav Adolfs torg.

Statistikområdet Söder hade 5 425 invånare den 31 december 2020, vilket utgjorde 4,8 % av befolkningen i hela Helsingborgs tätort (här alla statistikområden i Helsingborgs kommuns innerområde, motsvarande Helsingborgs tätort inklusive vissa närliggande småorter). Medelåldern var vid samma tid 36,7 år, vilket var något lägre än medelåldern för resterande Helsingborg på 37,5 år. Den största andelen invånare i stadsdelen var i åldern 20 till 39 år med mer än en femtedel som var mellan 20 och 29 år (20,2 %) och nästan lika många som var mellan 30 och 39 år (18,0 %). Söder var också den stadsdel i Helsingborg som hade näst störst andel av åldersgruppen 30 till 39 år efter Eneborg. Resterande åldersgrupper var följaktligen något underrepresenterade och Söder hade istället den näst minsta andelen invånare i åldern 50 till 59 år, även här efter Eneborg.
Andelen personer med utländsk bakgrund, alltså personer som antingen är födda utanför Sverige eller har föräldrar som båda är födda utanför Sverige, var inom statistikområdet 54,4 %, vilket var den hösta andelen i staden och avsevärt högre än medlet för Helsingborg på 30,3 %. Av de invånare som var födda utanför Sverige hade Söder en något lägre andel personer födda i Norden samt övriga Europa och en någon högre andel födda utanför Europa än genomsnittet för staden.
| Åldersfördelning (2020) |        |  |  |  |
| Åldersgrupp             | Andel  |  |  |  |
| 0–9                     | 12,2 % |  |  |  |
| 0–9                     | 11,5 % |  |  |  |
| 10–19                   | 9,7 %  |  |  |  |
| 10–19                   | 10,7 % |  |  |  |
| 20–29                   | 20,2 % |  |  |  |
| 20–29                   | 14,7 % |  |  |  |
| 30–39                   | 18,0 % |  |  |  |
| 30–39                   | 14,1 % |  |  |  |
| 40–49                   | 10,7 % |  |  |  |
| 40–49                   | 12,1 % |  |  |  |
| 50–59                   | 9,9 %  |  |  |  |
| 50–59                   | 12,5 % |  |  |  |
| 60–69                   | 8,5 %  |  |  |  |
| 60–69                   | 10,3 % |  |  |  |
| 70–79                   | 7,0 %  |  |  |  |
| 70–79                   | 8,8 %  |  |  |  |
| 80–                     | 3,8 %  |  |  |  |
| 80–                     | 5,1 %  |  |  |  |
|                         |        |  |  |  |
|                         |        |  |  |  |
| Medelålder              | 36,7   |  |  |  |
| Medelålder              | 40,7   |  |  |  |

| Utländsk bakgrund (2020)                |        |  |  |  |
|                                         |        |  |  |  |
| Andel                                   | 54,4 % |  |  |  |
| Andel                                   | 30,3 % |  |  |  |
| Födelseland (för födda utanför Sverige) |        |  |  |  |
| Region                                  | Andel  |  |  |  |
| Övriga Norden                           | 6,0 %  |  |  |  |
| Övriga Norden                           | 7,3 %  |  |  |  |
| Övriga Europa                           | 26,6 % |  |  |  |
| Övriga Europa                           | 37,8 % |  |  |  |
| Övriga Världen                          | 67,4 % |  |  |  |
| Övriga Världen                          | 54,8 % |  |  |  |

### Utbildning och inkomst
Befolkningen på Söder hade den 31 december 2020 en utbildningsnivå något under Helsingborg som helhet. Andelen invånare mellan 20 och 64 år med endast förgymnasial utbildning låg över genomsnittet för staden och andelen med eftergymnasial utbildning längre än 3 år var något lägre än genomsnittet. Däremot var ändå eftergymnasial utbildning längre än 3 år den vanligaste utbildningsnivån med 22,0 %. Medelinkomsten för statistikområdet uppgick 2020 till 317 000 kronor jämfört med 402 800 kronor för Helsingborg som helhet. Kvinnornas medelinkomst uppgick till 85,7 % av männens, vilket var en mindre skillnad än för hela Helsingborgs tätort där andelen uppgick till ungefär 80 %.
| Utbildningsnivå (2020) |        |  |  |  |
| Utbildning             | Andel  |  |  |  |
| Förgymnasial           | 17,6 % |  |  |  |
| Förgymnasial           | 13,2 % |  |  |  |
| Gymnasial (≤2 år)      | 15,9 % |  |  |  |
| Gymnasial (≤2 år)      | 16,8 % |  |  |  |
| Gymnasial (3 år)       | 20,7 % |  |  |  |
| Gymnasial (3 år)       | 25,8 % |  |  |  |
| Eftergymn. (<3 år)     | 17,3 % |  |  |  |
| Eftergymn. (<3 år)     | 16,8 % |  |  |  |
| Eftergymn. (≥3 år)     | 22,0 % |  |  |  |
| Eftergymn. (≥3 år)     | 24,4 % |  |  |  |
| Ingen uppgift          | 6,5 %  |  |  |  |
| Ingen uppgift          | 3,0 %  |  |  |  |

| Förvärvsinkomst (2020) |         |  |  |  |
| Kön                    | Inkomst |  |  |  |
| Kvinnor                | 289,4   |  |  |  |
| Kvinnor                | 356,9   |  |  |  |
| Män                    | 337,7   |  |  |  |
| Män                    | 446,6   |  |  |  |
| Samtliga               | 317,0   |  |  |  |
| Samtliga               | 402,8   |  |  |  |

### Sysselsättning och hälsa
Arbetslösheten för personer mellan 20 och 64 år uppgick år 2020 till totalt 17,8 %, vilket var högre än genomsnittet för Helsingborg. Arbetslösheten för kvinnor var högre än den för män. Den öppna arbetslösheten uppgick 2020 till 9,1 %. Andelen förvärvsarbetande uppgick 2019 till totalt 54,7 %, vilket var den näst lägsta nivån i staden efter Planteringen. %. Av de förvärvsarbetande i stadsdelen pendlade 2019 1 439 personer till arbeten utanför stadsdelen, medan 7 168 personer pendlade in till arbeten inom stadsdelen från boende utanför Söder.
Det genomsnittliga antalet utbetalda dagar med sjukpenning, arbetsskadesjukpenning, rehabiliteringspenning, sjukersättning och aktivitetsersättning från socialförsäkringen för stadsdelen uppgick år 2020 till 27 dagar, vilket var något högre än de 23 dagar för Helsingborg som helhet. Ohälsotalet var större för kvinnorna än för männen.
| Arbetslöshet (2020) |        |  |  |  |
| Kön                 | Andel  |  |  |  |
| Kvinnor             | 18,5 % |  |  |  |
| Kvinnor             | 9,8 %  |  |  |  |
| Män                 | 17,2 % |  |  |  |
| Män                 | 10,2 % |  |  |  |
| Samtliga            | 17,8 % |  |  |  |
| Samtliga            | 11,1 % |  |  |  |

| Ohälsotal (2020) |       |  |  |  |
| Kön              | Dagar |  |  |  |
| Kvinnor          | 29    |  |  |  |
| Kvinnor          | 27    |  |  |  |
| Män              | 26    |  |  |  |
| Män              | 19    |  |  |  |
| Samtliga         | 27    |  |  |  |
| Samtliga         | 23    |  |  |  |